# Presidenti delle Comore
Questa pagina contiene la lista dei Presidenti delle Comore dal 1975, data dell'indipendenza del Paese dalla Francia, ad oggi.

## Lista
| Ritratto          | Presidente                     | Partito      | Elezione                                          | Mandato           | Mandato           |
| Ritratto          | Presidente                     | Partito      | Elezione                                          | Inizio            | Fine              |
| ----------------- | ------------------------------ | ------------ | ------------------------------------------------- | ----------------- | ----------------- |
|                   | Ahmed Abdallah                 | UDC          |                                                   | 6 luglio 1975     | 3 agosto 1975     |
|                   | Said Mohamed Jaffar            | UNF          |                                                   | 3 agosto 1975     | 3 gennaio 1976    |
|                   | Ali Soilih                     | RDPC         |                                                   | 3 gennaio 1976    | 13 maggio 1978    |
|                   | Said Atthoumani                | UNF          | Capo militare                                     | 13 maggio 1978    | 23 maggio 1978    |
|                   | Ahmed Abdallah e Mohamed Ahmed | UDC          | Capi militari                                     | 23 maggio 1978    | 22 luglio 1978    |
| Capi dittatoriali | Ahmed Abdallah e Mohamed Ahmed | UDC          | 22 luglio 1978                                    | 3 ottobre 1978    |                   |
|                   | Ahmed Abdallah                 | UDC/UCP      | 1978, 1984                                        | 3 ottobre 1978    | 26 novembre 1989  |
|                   | Haribon Chebani                | UCP          | Ad interim                                        | 26 novembre 1989  | 27 novembre 1989  |
|                   | Said Mohamed Djohar            | UCD/RDR      | Ad interim; 1990                                  | 27 novembre 1989  | 29 settembre 1995 |
|                   | Combo Ayouba                   | -            | Coordinatore del comitato di transizione militare | 29 settembre 1995 | 2 ottobre 1995    |
|                   | Mohamed Taki Abdoulkarim       | UNDC         |                                                   | 2 ottobre 1995    | 5 ottobre 1995    |
|                   | Caabi El-Yachroutu Mohamed     | RDR          | Ad interim                                        | 5 ottobre 1995    | 26 gennaio 1996   |
|                   | Said Mohamed Djohar            | RDR          |                                                   | 26 gennaio 1996   | 25 marzo 1996     |
|                   | Mohamed Taki Abdoulkarim       | RND          | 1996                                              | 25 marzo 1996     | 6 novembre 1998   |
|                   | Tadjidine Ben Said Massounde   | Indipendente | Ad interim                                        | 6 novembre 1998   | 30 aprile 1999    |
|                   | Azali Assoumani                | Militare     |                                                   | 30 aprile 1999    | 21 gennaio 2002   |
|                   | Hamada Madi Bolero             | PRC          | Ad interim                                        | 21 gennaio 2002   | 26 maggio 2002    |
|                   | Azali Assoumani                | CRC          | 2002                                              | 26 maggio 2002    | 26 maggio 2008    |
|                   | Ahmed Abdallah Mohamed Sambi   | BM           | 2006                                              | 26 maggio 2006    | 26 maggio 2011    |
|                   | Ikililou Dhoinine              | BM           | 2010                                              | 26 maggio 2011    | 26 maggio 2016    |
|                   | Azali Assoumani                | CRC          | 2016, 2019, 2024                                  | 26 maggio 2016    | in carica         |